# Жорж Маршаль
Жорж Маршаль (фр. Georges Marchal; повне ім'я — Жорж Луї Луко Маршаль (фр. Georges Louis Lucot Marchal), 10 січня 1920, Нансі, Мерт і Мозель, Франція, — 28 листопада 1997, Моран, Дордонь, Франція) — французький актор театру, кіно і телебачення, один з провідних акторів французького повоєнного кінематографа 1950-х.

## Біографія
У 20 років почав грати на сцені відомого французького театру «Комеді Франсез», але згодом пішов з цього театру, віддавши перевагу «Бульварам». З 1939 разом з Марселем Еррані був одним з провідних акторів «Театру Матюрен». З 1942 по 1988 зіграв 24 ролі в різних театрах в п'єсах Мольєра, Бомарше, Шекспіра, Гете, Ануя, і інших драматургів. З 1930 по 1982 роки зіграв 63 ролі в кінофільмах. З 1965 по 1989 зіграв 25 ролей на французькому телебаченні в телефільмах і міні-серіалах.
Першою помітною роботою в кіно стала роль у фільмі «Літнє світло» (1943) Жана Гремійон, далі його кар'єра розділилася на дві частини: зйомки у великого майстра і друга Луїса Бунюеля і участь в костюмних постановках, знімався в 4 його фільмах: «Це називається зорею» (1956), «Смерть у цьому саду» (1956), «Денна красуня» (1966), «Чумацький шлях» (1969) .
Найбільшу популярність Жоржу Маршалю принесли ролі в історичних і пригодницьких фільмах, а також в екранізаціях літературних творів. Поряд з Жаном Маре та Жераром Баррейем, створив у французькому кінематографі 1940-1960-х образ відважного і благородного героя. З 1970-х Маршаль в основному знімався на телебаченні.
В основному, глядачам Маршаль відомий за ролями в кінофільмах: Д'Артаньян у фільмі «Три мушкетери» (1953) режисера Андре Юнебеля, Рауль де Бражелон у фільмі «Віконт де Бражелон» (1954), молодий король Людовик XIV у фільмі «Таємниці Версаля» («Якби Версаль повідав про себе …») (1954) режисера Саші Гітрі, Пеліокл у фільмі «Колос Родоський» (1961), Фуско у фільмі «Даки» (1966), кардинал Рішельє в телевізійному фільмі «Сен-Марія» (1981), а також за ролями в телевізійних міні-серіалах: лорд Девід в міні-серіалі" Людина, що сміється " (1971) за однойменним романом Віктора Гюго, король Філіп IV Красивий (Залізний король) в міні-серіалі «Прокляті королі» (1972) за однойменним циклу історичних романів Моріса Дрюона, маркіз Сільван де Буа-Дорі в міні-серіалі «Прекрасні панове з Буа-Дорі» (1976) за однойменним романом Жорж Санд режисера Бернара Бордері.
Знімався в міні-серіалі режисера Жиля Гранье «Квентін Дорвард» (1971), екранізації однойменного роману Вальтера Скотта, в ролі графа де Кревкер. Знімався в історичному міні-серіалі режисера Бернара Бордері «Гастон Феб» (1977), дія якого відбувається в XIV столітті і оповідає про графа Гастоне де Фуа.

## Сім'я
У 1951 Маршаль одружився з актрисою Дані Робен, з якою вони разом знімалися в шести фільмах. У цьому шлюбі народилися двоє дітей, але в 1969 подружжя розлучилося.

## Фільмографія
- 1942 — Ліжко під балдахіном / Le Lit à colonnes —  Олів'є
- 1942 — Людина, що грала з вогнем / L'homme qui joue avec le feu —  Бернар
- 1943 — Літнє світло / Lumière d'été —  Жюльєн
- 1944 — Vautrin —  Люсьєн Шардон, згодом маркіз Люсьєн де Рюбампре
- 1945 — Памела / Paméla —  Рене
- 1946 — Демони світанку / Les Démons de l'aube —  лейтенант Клод Легран
- 1947 — Вірсавія / Bethsabée —  капітан Жорж Дюбрей
- 1948 — Сьомі двері / La septième porte —  Алі
- 1948 — Фігура на носі судна / La figure de proue —  Франсуа Мартіно
- 1949 — На балконі / Au grand balcon —  Жан Фаб'єн
- 1949 — Остання любов / Dernier amour —  Ален Фонтеней
- 1949 — Пасажирка / La passagère —  П'єр Кержан
- 1950 — Останні дні Помпеї (Кінець Помпеї) / Les Derniers Jours de Pompéi —  Луцій
- 1951 — Мессаліна / Messalina —  Гай Сильвий
- 1951 — Робінзон Крузо / Robinson Crusoé —  Робінзон Крузо
- 1953 — Три мушкетери / Les trois mousquetaires —  д'Артаньян
- 1954 — Віконт де Бражелон / Le Vicomte de Bragelonne —  Рауль де Бражелон
- 1954 — Таємниці Версаля (Якби Версаль повідав про себе …) / Si Versailles m'était conté … — король Людовик XIV в молодості
- 1954 — Феодора, імператриця візантійська / Teodora, imperatrice di Bisanzio —  Юстиніан
- 1956 — Графиня ді Кастільйоне / La Castiglione (La Contessa di Castiglione) —  Луціо Фаленго
- 1955 — Шукайте жінку / Cherchez la femme —  Поль Мерсьє
- 1956 — Пригоди Жиля Бласа з Сантільяна / Les aventures de Gil Blas de Santillane —  Жиль Блас
- 1956 — Це називається зорею / Cela s'appelle l'aurore —  доктор Валеріо
- 1956 — Смерть у цьому саду / La Mort en ce jardin —  Шарк
- 1958 — Повстання гладіаторів / La Rivolta dei gladiatori —  Асклепій
- 1959 — Під знаком Риму / Nel segno di Roma —  Марк Валерій
- 1960 — Аустерліц / Austerlitz —  маршал Жан Ланн
- 1960 — Легіони Клеопатри / Legions of the Nile —  Марк Антоній
- 1960 — Останній поїзд у Шанхай / Le Dernier train de Shanghai —  Джон Белл
- 1961 — Колос Родоський / Il Colosso di Rodi —  Пеліокл
- 1962 — Наполеон II, Орлятко / Napoléon II, l'aiglon —  генерал Гюстав фон Нейперг
- 1965 — Брудна гра / Guerre secrète —  Серж
- 1966 — Даки / Dacii —  Фуско
- 1966 — Денна красуня / Belle de jour —  Герцог
- 1969 — Чумацький шлях / La Voie lactée —  Єзуїт
- 1970 — Лілія долини / Le Lys dans la vallée (téléfilm) —  граф де Морсоф
- 1971 — Людина, яка сміється (міні-серіал) / L 'homme qui rit — лорд Девід
- 1971 — Квентін Дорвард (міні-серіал) / Quentin Durward —  граф де Кревкер
- 1972 — Фаустина і прекрасне літо / Faustine et le bel été —  Жульєн
- 1972 — Прокляті королі (міні-серіал) / Les rois maudits —  король  Філіпп IV Красивий «Залізний король»
- 1973 — Ромео і Джульєтта / Roméo et Juliette (ТБ) —  Еска, герцог Веронський
- 1973 — Племінник Америки / Le neveu d'Amérique —  Ожеро де Талейрак
- 1974 — Поль і Віргінія (міні-серіал) / Paul et Virginie —  гувернер
- 1976 — Прекрасні панове з Буа-Дорі (міні-серіал) / Les beaux messieurs de Bois-Doré —  маркіз Сільван де Буа-Дорі
- 1977 — Гастон Феб (міні-серіал) / Gaston Phébus —  Корбейран
- 1978 — Клодін в Парижі / Claudine à Paris —  Рено
- 1978 — Клодін в сім'ї (Клодін і домашнє господарство) / Claudine en ménage —  Рено
- 1978 — Клодін йде (ТБ) / Claudine s'en va —  Рено
- 1981 — П'яте березня (Сен-Мар) (ТБ) / Cinq-Mars —  кардинал Рішельє
- 1982 — Честь капітана / L 'honneur d'un capitaine — генерал Келлер
- 1986 — Украдене серце (ТБ) / Le coeur cambriolé —  професор Турель
- 1989 — Великі сім'ї (міні-серіал) / Les Grandes Familles —  маркіз Урбен де ла Моннеро

Всього в фільмографії Жоржа Маршаля налічується понад 80 найменувань.